# Тоаркла
Тоаркла (рум. Toarcla) — село у повіті Брашов в Румунії. Входить до складу комуни Чинку.
Село розташоване на відстані 194 км на північний захід від Бухареста, 72 км на захід від Брашова, 131 км на південний схід від Клуж-Напоки.

## Населення
За даними перепису населення 2002 року у селі проживали 342 особи.
Національний склад населення села:
| Національність   | Кількість осіб | Відсоток |
| ---------------- | -------------- | -------- |
| румуни           | 289            | 84,5%    |
| цигани           | 25             | 7,3%     |
| німці            | 20             | 5,8%     |
| росіяни-липовани | 5              | 1,5%     |

Рідною мовою назвали:
| Мова      | Кількість осіб | Відсоток |
| --------- | -------------- | -------- |
| румунська | 320            | 93,6%    |
| німецька  | 21             | 6,1%     |